# Eupsophus emiliopugini
Eupsophus emiliopugini là một loài ếch thuộc họ Leptodactylidae.
Loài này có ở Argentina và Chile.
Môi trường sống tự nhiên của chúng là rừng cận Nam cực, rừng ôn đới, sông ngòi, và đầm nước ngọt có nước theo mùa.
Chúng hiện đang bị đe dọa vì mất môi trường sống.